# Argument per silenci
L'argument per silenci (també anomenat argumentum ex silentio) suposa que el silenci d'una persona respecte d'un tema és degut a la seva ignorància sobre aquest. Si bé el silenci és una prova de la possible desconeixença, no es pot concloure que sigui així.
Per exemple: 
Xevi: Dona'm el mòbil de la Maria, si us plau!
Albert: Ara no puc que tinc pressa!
En Xevi podria concloure per Argument per silenci que l'Albert no té el mòbil de la Maria. Però, en canvi, les causes podrien ser d'altres com, per exemple, que la Maria li ha demanat a l'Albert que no done el seu telèfon a la gent.
Legalment l'ús d'aquesta fal·làcia està impedit pel Dret al silenci. Així, si en un judici una persona es nega a contestar una pregunta o es nega a demostrar una habilitat, no es pot pressuposar que en desconeix la resposta.